# Embalatge (operació)
L'embalatge és l'operació per la qual s'asseguren les càrregues sobre la paleta mitjançant la utilització de film plàstic. És necessari per a aquells productes que requereixen una protecció més gran contra agents externs com ara els alimentaris o les matèries primeres que intervenen en la seva transformació. El film plàstic exerceix de barrera lateral que redueix l'entrada de pols i altres agents per les escletxes de l'embalatge.
L'operació es realitza desplegant una bobina de film estirable i embolicant-ne la càrrega de baix a dalt. Els procediments mecànics pels quals s'embala la càrrega són variats, la tendència actual és de millorar la velocitat i l'eficàcia dels automatismes. Actualment, els models més avançats són els equips orbitals o d'anell, capaços d'aconseguir velocitats de fins a 150 paletes/hora, prestacions superiors a les dels equipaments de braç rotatiu que es destinen a produccions mitjanes i els de base girable que embalen restant la paleta immòbil.
L'oferta disponible de maquinària d'embalatge és, no obstant això, molt àmplia fins i tot en un mateix fabricant, amb models de preus i prestacions molt diferents.